# Havana (Arkansas)
Havana es una ciudad en el condado de Yell, Arkansas, Estados Unidos. Para el censo de 2000 la población era de 392 habitantes. La ciudad es parte del área micropolitana de Russellville.

## Geografía
Havana se localiza a 35°6′40″N 93°31′45″O / 35.11111, -93.52917. De acuerdo a la Oficina del Censo de los Estados Unidos, la ciudad tiene un área total de 1,2 km², de los cuales el 100% es tierra.
La ciudad se localiza entre Booneville y Danville en la Arkansas Highway 10 y se encuentra 16 km al sur del monte Magazine, el punto más alto de Arkansas. Al oeste de la ciudad se encuentra el Lago Blue Mountain, un lago artificial en donde se practican diferentes actividades recreativas.

## Demografía
Para el censo de 2000, había 392 personas, 141 hogares y 101 familias en la ciudad. La densidad de población era 326,7 hab/km². Había 160 viviendas para una densidad promedio de 128,7 por kilómetro cuadrado. De la población 83,93% eran blancos, 0,77% amerindios, 1,79% asiáticos, 11,22% de otras razas y 2,30% de dos o más razas. 17,86% de la población eran hispanos o latinos de cualquier raza.
Se contaron 141 hogares, de los cuales 38,3% tenían niños menores de 18 años, 55,3% eran parejas casadas viviendo juntos, 13,5% tenían una mujer como cabeza del hogar sin marido presente y 27,7% eran hogares no familiares. 22,7% de los hogares eran un solo miembro y 10,6% tenían alguien mayor de 65 años viviendo solo. La cantidad de miembros promedio por hogar era de 2,78 y el tamaño promedio de familia era de 3,25.
En la ciudad la población está distribuida en 29,1% menores de 18 años, 12,2% entre 18 y 24, 29,8% entre 25 y 44, 14,5% entre 45 y 64 y 14,3% tenían 65 o más años. La edad media fue 32 años. Por cada 100 mujeres había 107,4 varones. Por cada 100 mujeres mayores de 18 años había 100,0 varones.
El ingreso medio para un hogar en la ciudad fue de $30.625 y el ingreso medio para una familia $27.500. Los hombres tuvieron un ingreso promedio de $18.558 contra $17.222 de las mujeres. El ingreso per cápita de la ciudad fue de $10.963. Cerca de 20,2% de las familias y 24,2% de la población estaban por debajo de la línea de pobreza, 39,1% de los cuales eran menores de 18 años y 20,3% mayores de 65.